# 亚历克斯·基尼奥内斯

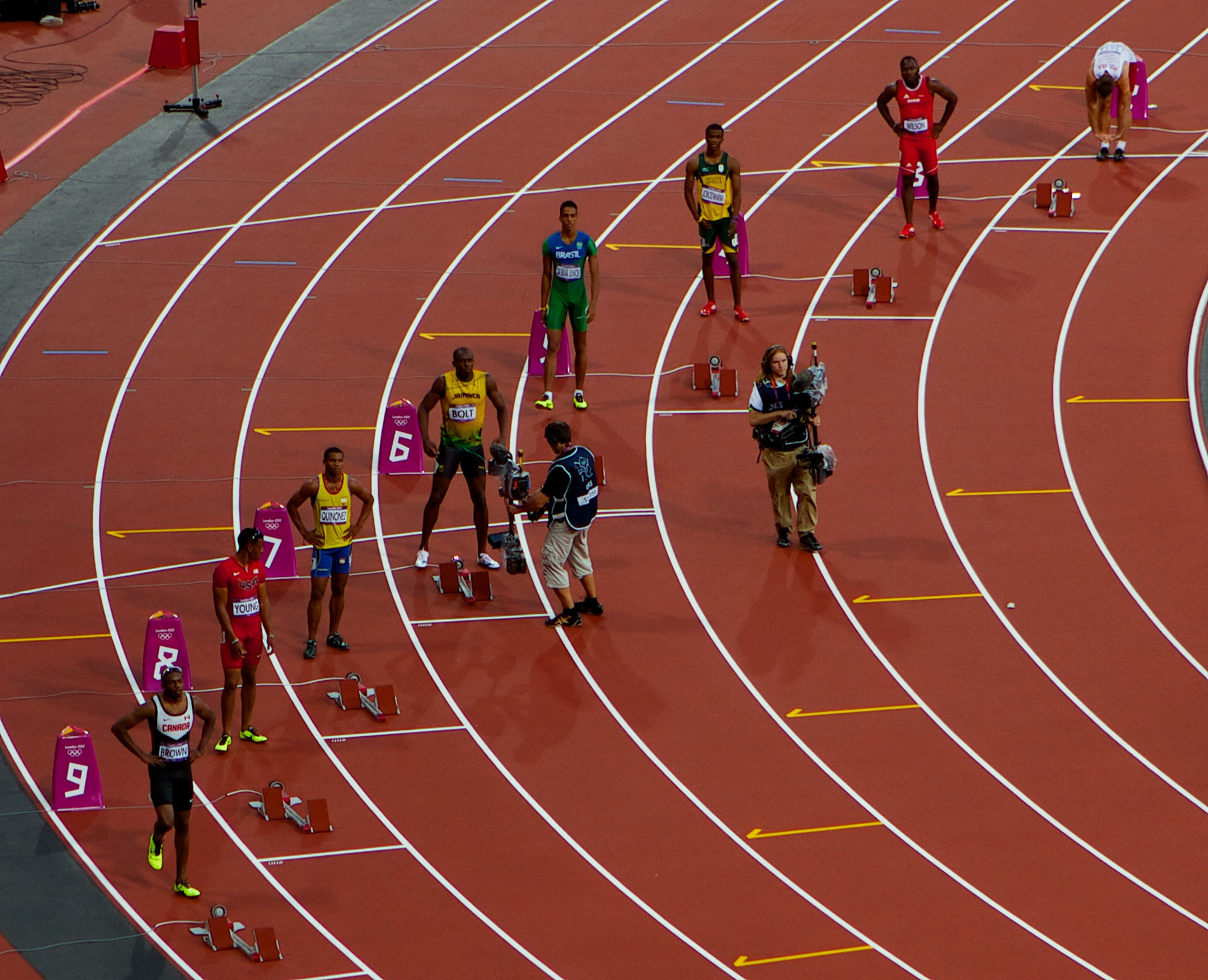
2012年夏季奧林匹克運動會男子田徑200公尺半決賽

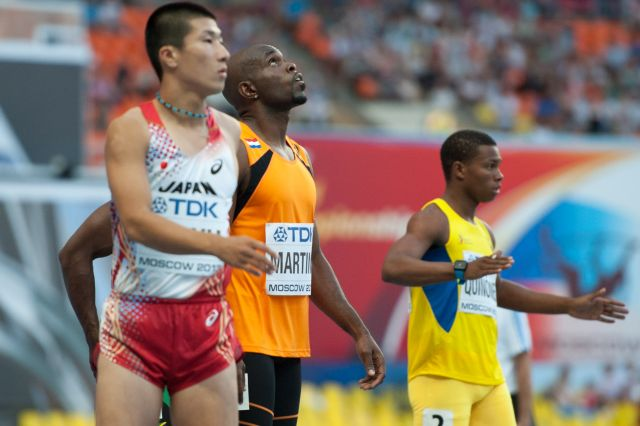
2013年世界田徑錦標賽男子100公尺，桐生祥秀、許蘭迪·馬蒂納、亞歷克斯·基尼奧內斯

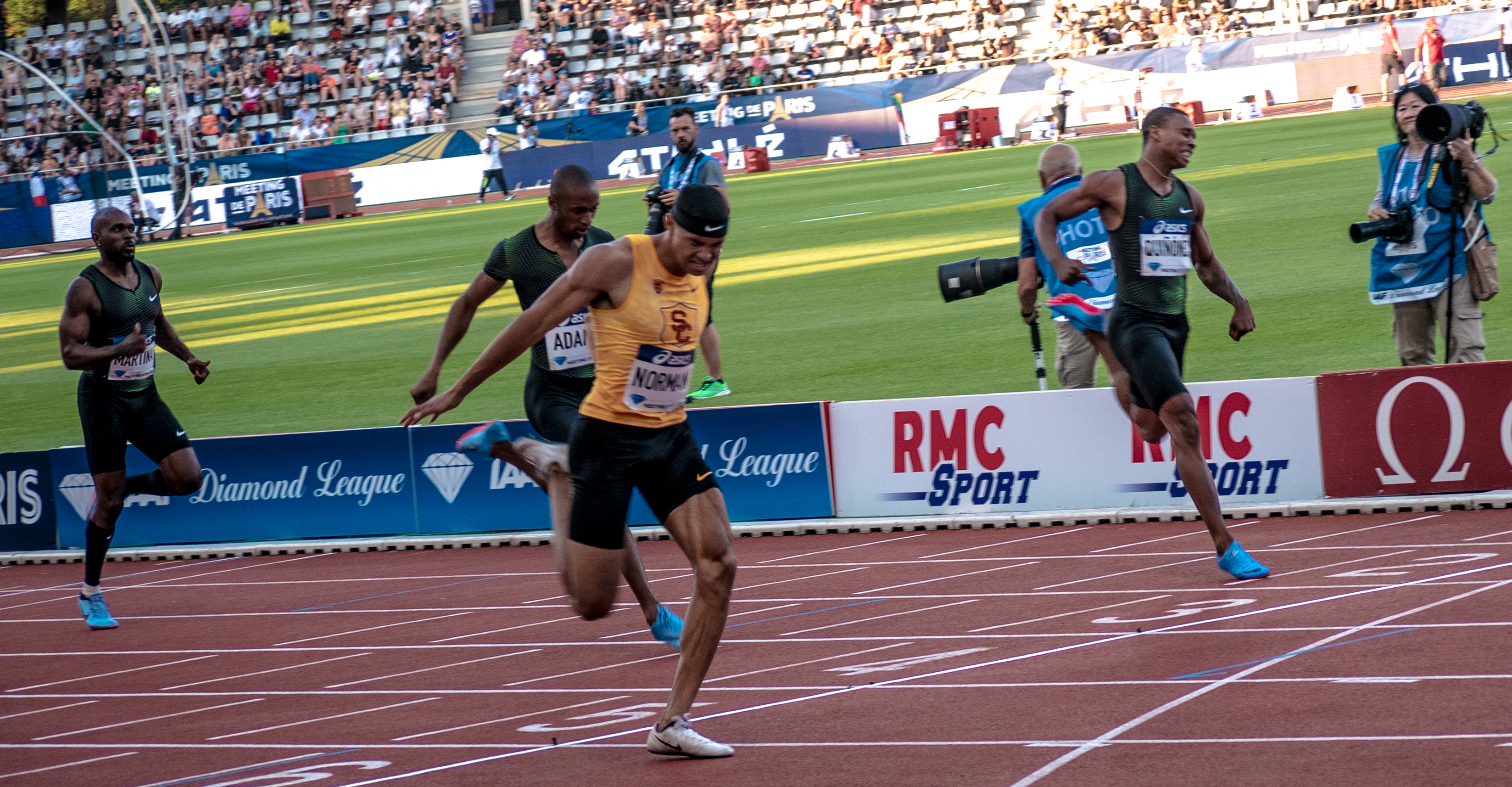
2018年，Meeting de Paris

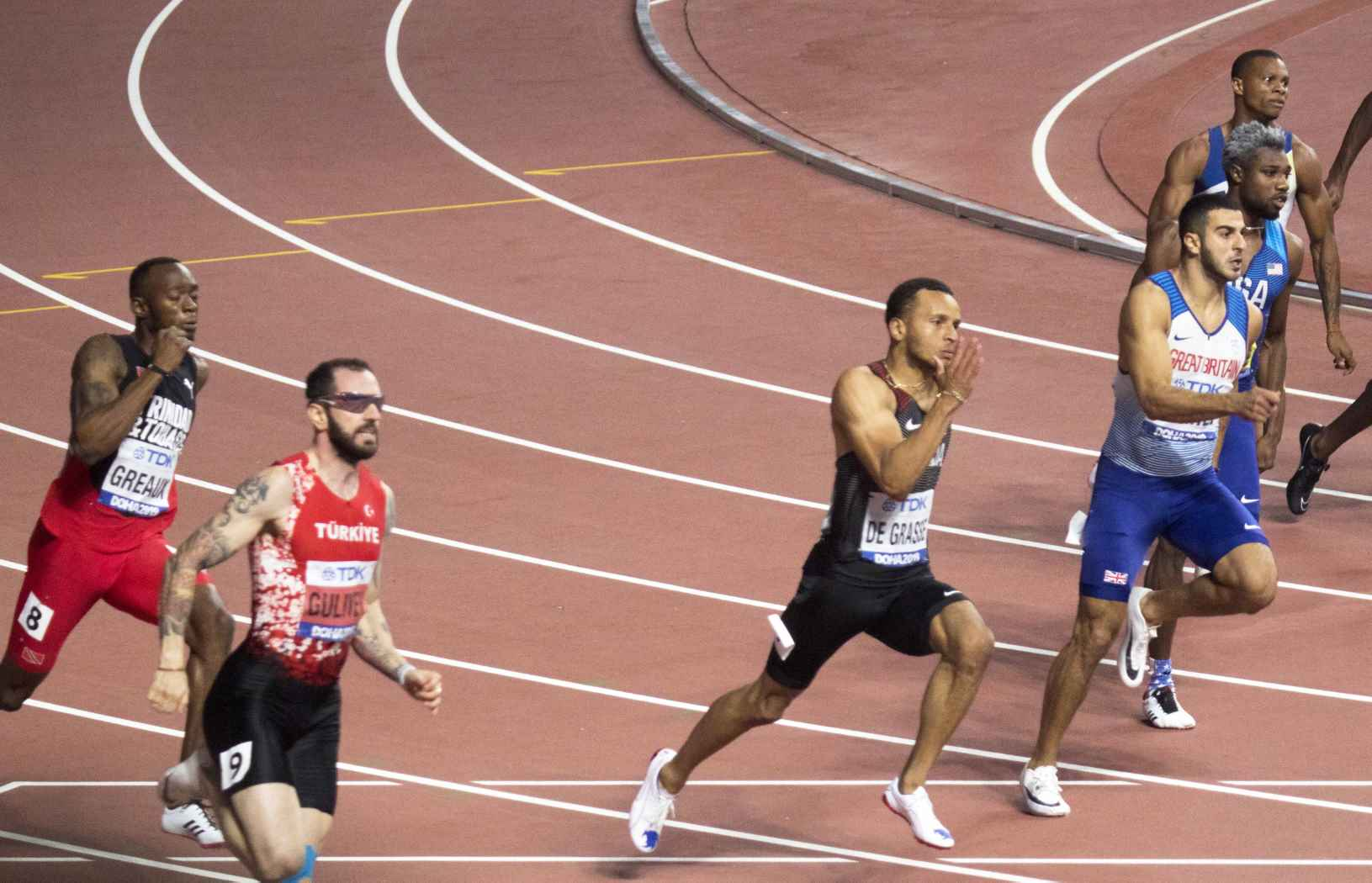
2019年世界田徑錦標賽男子200公尺決賽

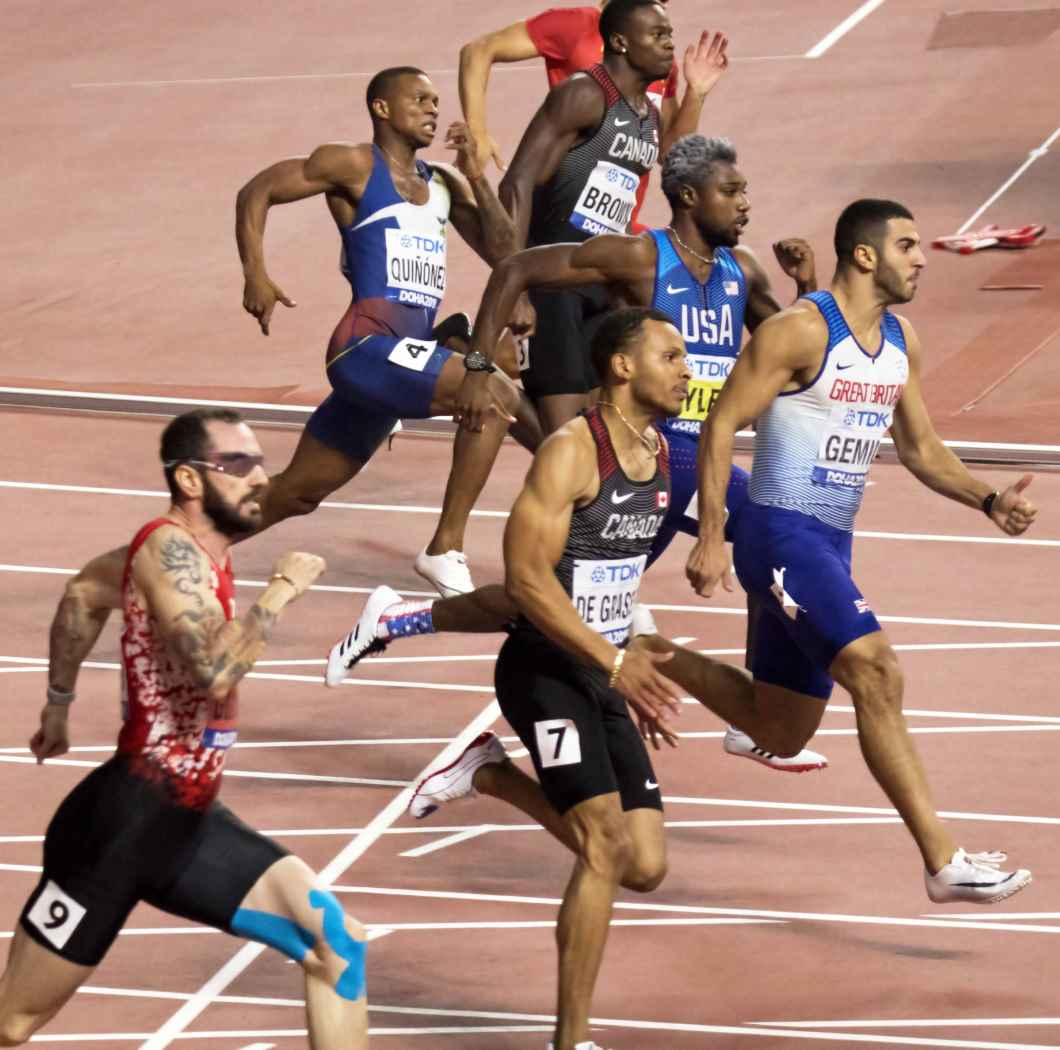
2019年世界田徑錦標賽男子200公尺決賽

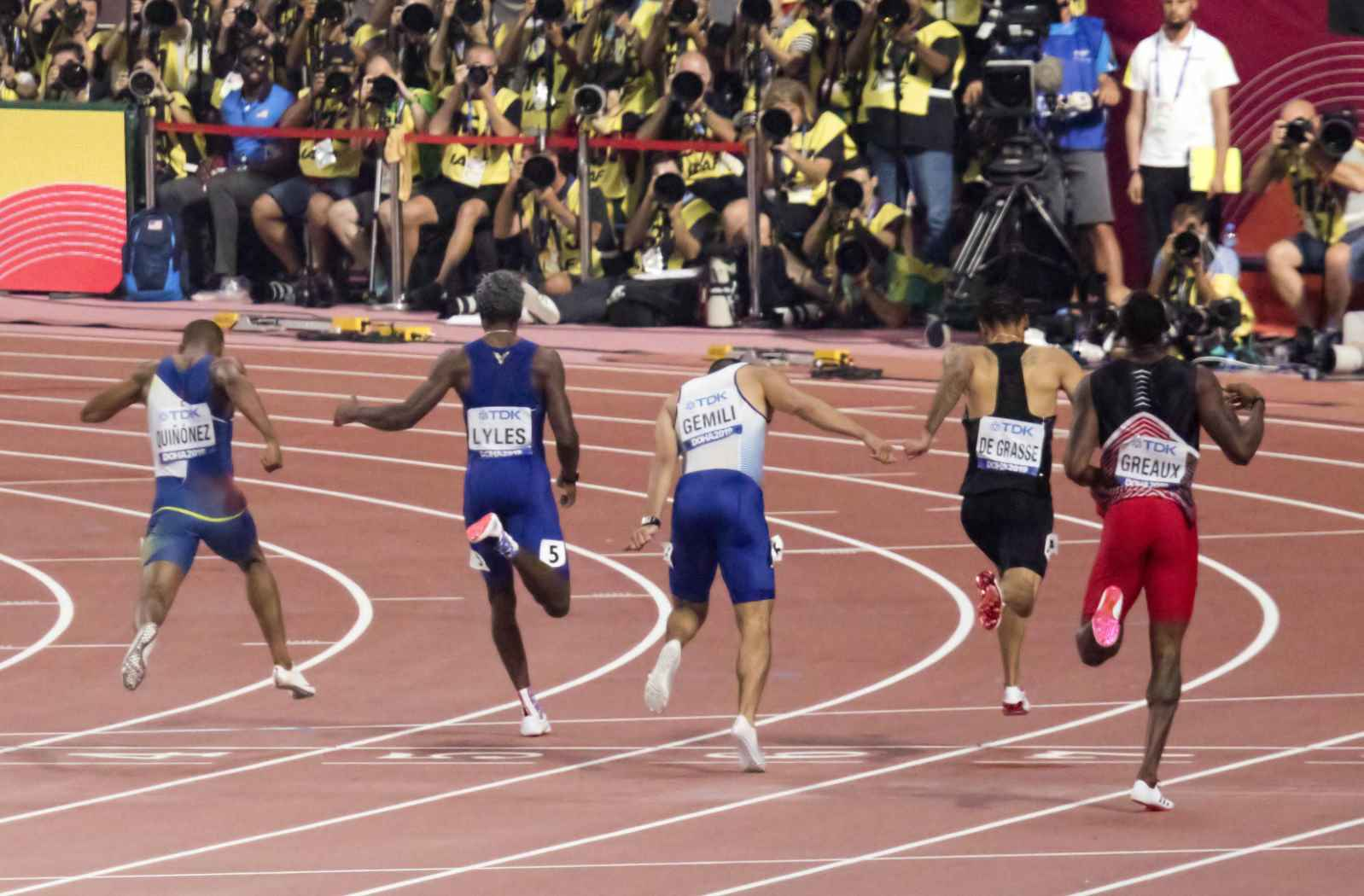
2019年世界田徑錦標賽男子200公尺決賽

亚历克斯·莱昂纳多·基尼奥内斯·马丁内斯（西班牙語：Álex Leonardo Quiñónez Martínez，1989年8月11日—2021年10月22日）是一名厄瓜多尔短跑运动员。
基尼奥内斯在2019年世界田径锦标赛200米项目上赢得铜牌。
2021年10月22日，基尼奥内斯與另一人在在厄瓜多尔港市瓜亞基爾（Guayaquil）遭槍擊身亡，歿年32歲。

## 外部連結
- 亚历克斯·基尼奥内斯在国际奥林匹克委员会的资料
- 亚历克斯·基尼奥内斯在的頁面